# Lubań (gemeente)
De gemeente Lubań is een landgemeente in het Poolse woiwodschap Neder-Silezië, in powiat Lubański.
De zetel van de gemeente is in miasto Lubań.
Op 30 juni 2004 telde de gemeente 6501 inwoners.

## Oppervlakte gegevens
In 2002 bedroeg de totale oppervlakte van gemeente Lubań 142,15 km², waarvan:
- agrarisch gebied: 70%
- bossen: 22%

De gemeente beslaat 33,2% van de totale oppervlakte van de powiat.

## Demografie
Stand op 30 juni 2004:
| Omschrijving                   | Totaal | Totaal | Vrouwen | Vrouwen | Mannen | Mannen |
| ------------------------------ | ------ | ------ | ------- | ------- | ------ | ------ |
| eenheid                        | aantal | %      | aantal  | %       | aantal | %      |
| inwoners                       | 6501   | 100    | 3285    | 50,5    | 3216   | 49,5   |
| bevolkingsdichtheid (inw./km²) | 45,7   | 45,7   | 23,1    | 23,1    | 22,6   | 22,6   |

In 2002 bedroeg het gemiddelde inkomen per inwoner 1178,15 zł.

## Administratieve plaatsen (sołectwo)
Henryków Lubański, Jałowiec, Kościelnik, Kościelniki Dolne, Mściszów, Nawojów Łużycki, Nawojów Śląski, Pisarzowice, Radogoszcz, Radostów Dolny en Radostów Średni (wspólne sołectwo), Radostów Górny, Uniegoszcz.

## Aangrenzende gemeenten
Gryfów Śląski, Leśna, Lubań, Nowogrodziec, Olszyna, Pieńsk, Platerówka, Siekierczyn, Zgorzelec